# رضا أميرخاني
رضا أميرخاني (بالفارسية: رضا امیرخانی) مواليد 16 مايو 1973روائي إيراني معاصر، بدأ كتابة رواية «إرميا» في المدرسة الثانوية. درس الهندسة الميكانيكية في جامعة شريف للتكنولوجيا وتخرج من المنظمة الوطنية لتنمية المواهب الاستثنائية، يكتب أيضا مقالات وبحوث حول المشاكل العلمية والاجتماعية. كتب أيضًا: (بالفارسية: داستان سیستان) و (بالفارسية: نشت نشا)، ويصف فيهما بعض المشكلات الاجتماعية وحلولها.

## المنشورات
- 1996: ارميا

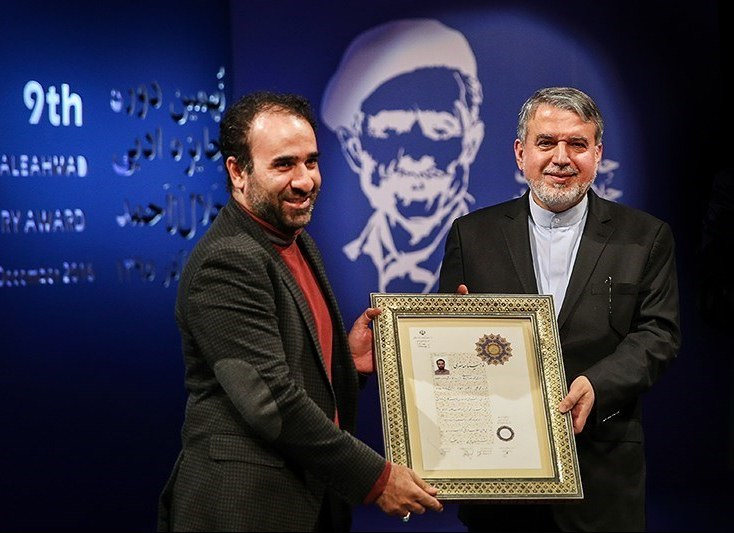
فوز رضا أميرخاني بجائزة من وزير الثقافة والإرشاد الإسلامي لحكومة روحاني، رضا صالحي أميري، في حفل اختتام جائزة جلال الأحمد الأدبية التاسعة.

- 2000: ناصر أرمني (أرمن ناصر- 11 قصة)
- 2002: أزبه (من - إلى)
- 2000: من أو
- 2003: داستان سيستان (حوالي عشرة أيام سفر مع المرشد الأعلى لإيران)
- 2005: ناشط نيشا (مقال عن هجرة العقول الإيرانية)
- 2008: بيوتن («بلا وطن»)
- 2010: سرلوحه ها (ملاحظاته في موقع Louh )
- 2010: نفحات نفط (مقال عن إدارة النفط)
- 2010: جانستان کابلستان (خط سير أفغانستان بعد انتخابات 2009 في إيران)
- 2012: قيدار
- 2018: ره ش (مقال حول إدارة وتنمية الخلل الحضري)